# Vaza velký
Vaza velký (Coracopsis vasa) je druh papouška z Madagaskaru a Komor, kde obývá savany a tropický střídavě vlhký les od mořského pobřeží do nadmořské výšky okolo 1000 m. 
Dosahuje délky okolo půl metru a váhy okolo půl kilogramu (samice mohou být až o čtvrtinu větší než samci) a je největším africkým druhem papouška. Je vybarven skromněji než jiní papoušci: má černé až šedohnědé peří, šedé nohy a oční okruží a narůžovělý zobák. Samicím v období rozmnožování vypadají pera na hlavě a lysina se zbarví do oranžova. 
Vaza velký je jedním z mála polyandrických druhů ptáků: dominantní samice žije ve skupině s až osmi samci, kteří se společně starají o mláďata, a brání své teritorium před ostatními samicemi. Vazové se živí různými plody a semeny; často způsobují škody na polích, takže je domorodci střílejí. V zajetí se mohou dožít až padesáti let. 
Za úplňku se ozývají hlasitým voláním.  
U tohoto druhu bylo zjištěno používání nástrojů: samci za pomoci kamínků obrušují z lastur prášek s vysokým obsahem vápníku, který samice potřebují k tvorbě vaječných skořápek.

## Poddruhy
- Vaza velký východní (Coracopsis vasa vasa)
- Vaza velký západní (Coracopsis vasa drouhardi)
- Vaza velký komorský (Coracopsis vasa comorensis)

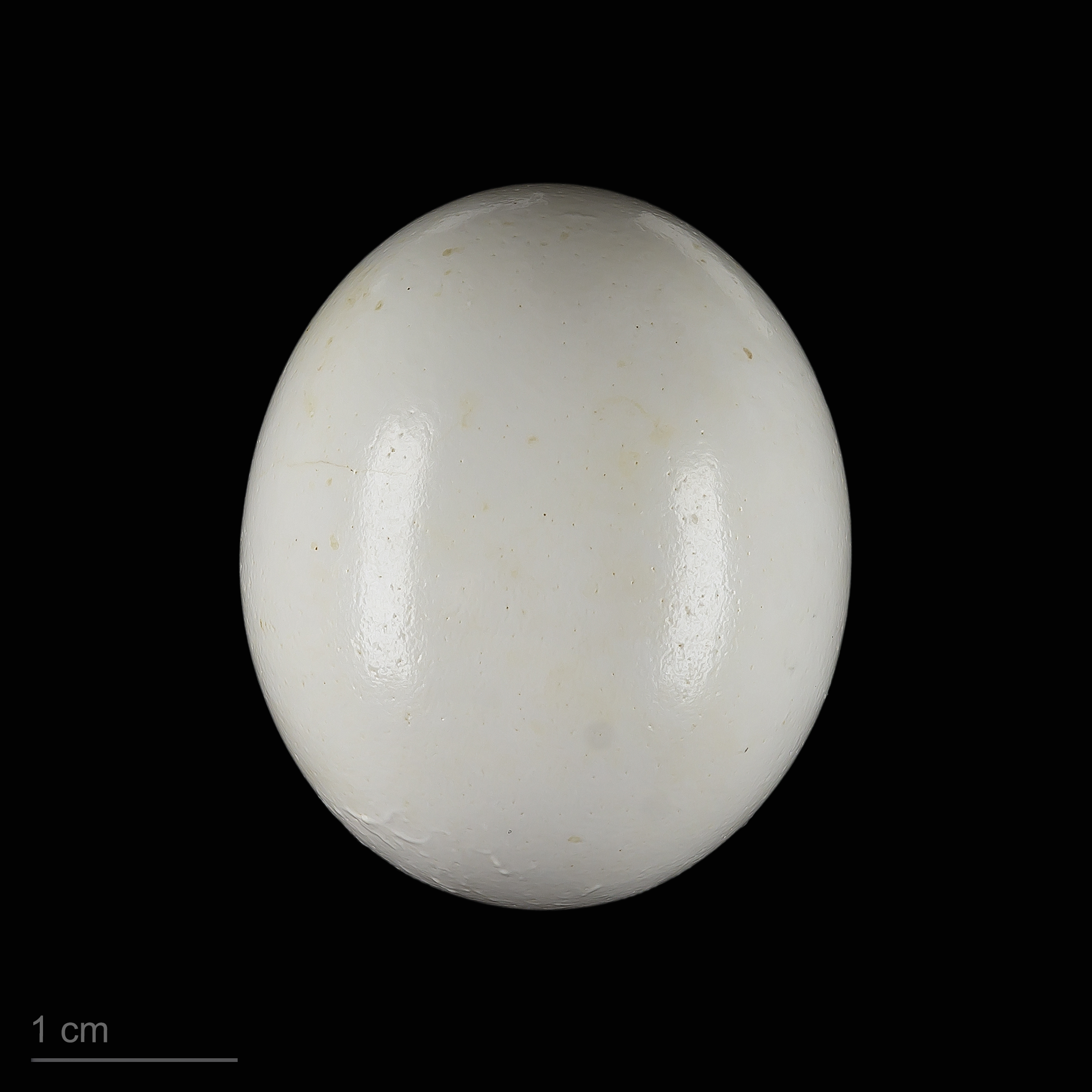
Coracopsis vasa